# 우복 정경세 신도비
우복 정경세 신도비(愚伏 鄭經世 神道碑)는 대한민국 경상북도 상주시 공검면 부곡리에 있는, 조선시대 후기의 우복 정경세 신도비이다. 2000년 12월 4일 경상북도의 유형문화재 제321호로 지정되었다.

## 개요
이 비는 조선 시대 1563년(명종18년)～1633(인조11년) 동안 조정의 문신으로 활약한 우복(愚伏)선생의 유적을 적은 비이다.
이 비석은 당초 도로 입구에 세워졌으나 지금은 주위가 개간되어 논 중간에 위치하고 있다.
정경세 선생의 증손 정석교(鄭錫僑)가 경상감사 이명준(李命俊)으로부터 기증을 받은 남포석(藍浦石)에 비각 작업을 하고 세우지 못하던 것을 현손 정주원(鄭?源)이 음기(陰記)를 찬(撰)하고 1758년에 6대손 정종로(鄭宗魯)에 의하여 건립되었다.
비석 규모가 장대하고 글씨 보존이 전체적으로 양호하다. 우복 선생은 禮學(예학)에 밝아 예학자로 불리었으며, 서애(西涯) 유성룡(柳成龍)선생의 수제자로 선생의 학문은 영남과 기호 지방에서도 널리 인정하였다.

## 같이 보기
- 정경세

## 참고 문헌
- 우복 정경세 신도비 - 국가유산청 국가유산포털